# Molly Hatchet
Molly Hatchet é uma banda americana de southern rock formada em Jacksonville, Flórida, em 1975. Eles são conhecidos por sua música de sucesso "Flirtin 'with Disaster" (que alcançou a posição #42 na Billboard Hot 100), do álbum de mesmo título. A banda, fundada por Dave Hlubek e Steve Holland, usou o nome de uma prostituta que supostamente mutilava e decapitava seus clientes.

## Discografia

### Álbuns de estúdio
- 1978 - Molly Hatchet
- 1979 - Flirtin' with Disaster
- 1980 - Beatin' the Odds
- 1981 - Take No Prisoners
- 1983 - No Guts...No Glory
- 1984 - The Deed Is Done
- 1989 - Lightning Strikes Twice
- 1996 - Devil's Canyon
- 1998 - Silent Reign of Heroes
- 2000 - Kingdom of XII
- 2005 - Warriors of the Rainbow Bridge
- 2010 - Justice
- 2012 - Regrinding the Axes